# Easy Company, 506th Infantry regiment
Easy Company neboli rota E byla společně s rotami D, F a velitelskou rotou součástí 2. praporu 506. parašutistického pluku 101. vzdušné výsadkové divize Armády Spojených států. Tato jednotka prošla tuhými boji od výsadku v Normandii, přes Holandsko, kde se účastnila operace Market Garden, Belgii, Německo až k obsazení Hitlerova Orlího hnízda poblíž Berchtesgadenu.
Rota byla označována jako "Easy" podle rádiové hlásky „E“ ve fonetické abecedě používané během druhé světové války.
30. listopadu 1945 byla 101. vzdušná výsadková divize rozpuštěna a s ní i rota E.
O rotě sepsal v roce 1992 historik Stephen Ambros knihu Bratrstvo neohrožených, na základě které byla v roce 2001 natočena stejnojmenná minisérie HBO.

## Výcvik
Rota E byla zřízena v táboře Toccoa v Georgii pod velením poručíka Herberta Sobela, který byl znám svou přísností a tvrdostí. Před absolvováním výsadkářského výcviku vojáci jednotky prováděli standardní bojová cvičení a fyzický výcvik, který patří k výsadkové pěchotě. Jedním z cvičení byl běh Currahee, velkým strmým kopcem, jehož trasa vedla „tři míle nahoru, tři míle dolů“. Vojáci také prováděli formované běhy ve třech čtyřčlenných běžeckých skupinách, což byla novinka, kterou armáda přijala v 60. letech 20. století.
Jeden z jejích velitelů, major Richard Winters, uvedl, že rota E původně „zahrnovala tři střelecké čety a velitelský oddíl. Každá četa obsahovala tři dvanáctičlenná střelecká družstva a šestičlenné minometné družstvo. Easy měla také jeden kulomet připojený ke každému střeleckému družstvu a 60mm minomet v každém minometném týmu.

## Druhá světová válka
Nejvýrazněji se rota E osvědčila při samotném Dni D 6. června 1944 u francouzského statku Brécourt, kde zničila těžkou baterii německého dělostřelectva, které pálilo na vyloďovací pláže. To následně pomohlo úspěšnému vylodění amerických spojeneckých sil na pláži Utah. Během celé druhé světové války padlo celkem 49 členů roty E.

## Přehled velitelů roty E
- npor. H. Sobel – přeložen těsně před invazí,
- npor. T. Meehan – padl při výsadku v Normandii,
- npor. R. D. Winters – přeřazen do velení praporu,
- npor. F. Heyliger – zraněn vlastním vojákem v Holandsku,
- npor. N. S. Dike – odvolán při útoku na město Foy,
- npor. R. Speirs.

Hodnosti odpovídají době, kdy jmenovaní velení roty přebírali.